# Michael Champion
Pour les articles homonymes, voir Champion (homonymie).
Michael Edward Campbell Champion (né le 3 novembre 1946 à Anderson et mort le 16 juin 2021) est un chanteur, auteur-compositeur, musicien et acteur américain.
En 1967, avec un groupe éphémère appelé The Abstract Reality, il sort un 45 tours intitulé Love Burns Like A Fire Inside. Avec Bob Babbitt, Ray Monette (en) et Andrew Smith, il forme un autre groupe nommé Scorpion. Son nom apparaît comme Mike Campbell sur l'album éponyme Scorpion et le premier album de Meat Loaf Stoney & Meatloaf (1971). Pour cet enregistrement, en plus d'avoir co-écrit quatre chansons, il joue de l'harmonica sur la chanson Lady Be Mine.
Il a aussi une carrière d'acteur sous le nom de Michael Champion et joue dans plusieurs séries télévisées et films tels que Diagnostic : Meurtre (1993), Matlock (1989) et Flash (1991, comme Captain Cold), La Folle Histoire du monde (1981), Le Flic de Beverly Hills (1984), Total Recall (1990) et L'École des héros (1991), et des personnages de jeux vidéo.

## Filmographie
- 1979 : Terreur sur la ligne : Bill
- 1979 : Elle : Party Guest #7
- 1980 : Wholly Moses! (en) : Sodom Sentry
- 1981 : La Folle Histoire du monde : L'homme préhistorique
- 1981 : The Woman Inside (en) : Nolan
- 1984 : Le Flic de Beverly Hills : Casey
- 1987 : Beauté fatale : Buzz
- 1989 : Pink Cadillac : Ken Lee
- 1989 : One Man Out : Burkhardt
- 1990 : Total Recall : Agent Helm
- 1990 : False Identity (en) : Luther
- 1991 : L'École des héros : Jack Thorpe
- 1992 : Leather Jackets : Costello
- 1992 : Le Maître d'armes : Stratos
- 1992 : Evolver : Squad Leader
- 1995 : Aurora: Operation Intercept : Johann Wells